# Payne Springs
Payne Springs es un pueblo ubicado en el condado de Henderson en el estado estadounidense de Texas. En el Censo de 2010 tenía una población de 767 habitantes y una densidad poblacional de 146,17 personas por km².

## Geografía
Payne Springs se encuentra ubicado en las coordenadas 32°17′24″N 96°7′13″O / 32.29000, -96.12028. Según la Oficina del Censo de los Estados Unidos, Payne Springs tiene una superficie total de 5.25 km², de la cual 5.24 km² corresponden a tierra firme y (0.1%) 0.01 km² es agua.

## Demografía
Según el censo de 2010, había 767 personas residiendo en Payne Springs. La densidad de población era de 146,17 hab./km². De los 767 habitantes, Payne Springs estaba compuesto por el 94% blancos, el 0.52% eran afroamericanos, el 1.3% eran amerindios, el 0.26% eran asiáticos, el 0.13% eran isleños del Pacífico, el 2.09% eran de otras razas y el 1.69% pertenecían a dos o más razas. Del total de la población el 4.17% eran hispanos o latinos de cualquier raza.